# V449 Близнецов
V449 Близнецов (лат. V449 Geminorum) — двойная затменная переменная звезда типа W Большой Медведицы (EW) в созвездии Близнецов на расстоянии приблизительно 1 406 световых лет (около 431 парсек) от Солнца. Видимая звёздная величина звезды — от +14,5m до +13,7m. Орбитальный период — около 0,2707 суток (6,4959 часа).

## Характеристики
Первый компонент — оранжево-жёлтый карлик спектрального класса K-G. Радиус — около 0,95 солнечного, светимость — около 0,532 солнечной. Эффективная температура — около 5057 К.
Второй компонент — оранжево-жёлтый карлик спектрального класса K-G.